# Charlie Share
Charlie Share (Akron, 14 maart 1927 - Chesterfield, 7 juni 2012) was een Amerikaans basketballer.

## Carrière
Share speelde collegebasketbal voor de Bowling Green Falcons van 1946 tot 1950. Hij stelde zich kandidaat in de NBA draft van 1950 en werd als eerste gekozen door de Boston Celtics waarvan de fans wilden dat het team de plaatselijke Holy Cross ster, Bob Cousy, zou kiezen. De nieuwe Coach van de Celtics, Red Auerbach, verdedigde de impopulaire keuze van Share met de woorden: "We hebben een grote man nodig. Kleine mannen zijn een dubbeltje in een dozijn. Ik word verondersteld te winnen, niet achter lokale boeren aan te gaan."
Ironisch genoeg werd de toekomstige Hall of Famer Cousy uiteindelijk als derde gekozen door de Tri-Cities Blackhawks. Cousy weigerde vervolgens om in Moline, Illinois te spelen, waardoor zijn rechten uiteindelijk verkocht werden aan de Chicago Stags. De Stags gingen voor het einde van het seizoen failliet en de Celtics kozen Cousy in de dispersal draft. Share van zijn kant tekende niet bij de Celtics. In plaats daarvan tekende hij bij de Waterloo Hawks in de prille National Professional Basketball League (1950-51), waar hij speelde voor Coach Jack Smiley. Share had een gemiddelde van 11,0 punten voor de Hawks, en speelde in 19 wedstrijden. De NPBL viel na het seizoen uit elkaar.
Op 26 april 1951 werden Share's rechten door de Celtics verhandeld aan de Fort Wayne Pistons voor de toekomstige Hall of Famer Bill Sharman, die had geweigerd bij de Pistons te tekenen. In 2,5 seizoenen bij Fort Wayne, haalde Share gemiddeld 4,2 punten en 5,1 rebounds in de beperkte speeltijd die hij kreeg.
Op 21 december 1953 werd Share door de Fort Wayne Pistons geruild naar de Milwaukee Hawks voor Max Zaslofsky. In zeven seizoenen bij de Milwaukee/St Louis Hawks, had Share een gemiddelde van bijna een double-double: 9,2 punten en 9,9 rebounds. In zijn rol als reboundende center zorgde hij ervoor dat zijn ploeggenoten Bob Pettit, Ed Macauley, Cliff Hagan en Slater Martin zich geen zorgen moesten maken over de verdediging. Share werd benoemd tot aanvoerder en de Hawks haalden de NBA Finals tegen de Celtics voor drie opeenvolgende jaren.
Share was de aanvoerder van het 1958 NBA kampioensteam van de St. Louis Hawks. In de 1958 NBA Finals overwinning tegen de Celtics, had Share een gemiddelde van 6,2 punten en 6,0 rebounds in de zes wedstrijden durende serie, in een belangrijke reserve rol.
Op 1 februari 1960 ruilden de Hawks Share, Nick Mantis en Willie Merriweather naar de Minneapolis Lakers voor Larry Foust. Aanvankelijk weigerde Share naar de Lakers te gaan, maar hij bedacht zich en ging op tijd naar Minneapolis voor de play-offs. De Lakers werden uiteindelijk verslagen door de Hawks in de Western Division Finals.
Share ging vervolgens aan het einde van het seizoen 1959/60 met pensioen.
In totaal speelde Share negen jaar in de NBA voor de Fort Wayne Pistons, Milwaukee Hawks/St. Louis Hawks en de Minneapolis Lakers. Hij speelde 596 wedstrijden, met 4.928 punten en 4.986 rebounds. Zijn carrière gemiddelden waren 8,3 punten en 8,4 rebounds. Share leidde de NBA in uitsluitingen tijdens het seizoen 1954-55.

## Erelijst
- NBA kampioen: 1958
- St. Louis Sports Hall of Fame: 2017
- Bowling Green State University Athletics Hall of Fame: 1964

## Statistieken

### Regulier seizoen
| Seizoen  | Team                               | WG  | MPW  | 2P%  | FW%  | RPW  | APW | PPW  |
| -------- | ---------------------------------- | --- | ---- | ---- | ---- | ---- | --- | ---- |
| 1951/52  | Fort Wayne Pistons                 | 63  | 14,0 | 32,2 | 61,9 | 5,3  | 1,0 | 3,9  |
| 1952/53  | Fort Wayne Pistons                 | 67  | 15,6 | 35,8 | 73,5 | 5,6  | 1,1 | 5,3  |
| 1953/54  | Milwaukee Hawks                    | 68  | 23,2 | 38,1 | 68,4 | 8,2  | 1,2 | 8,3  |
| 1954/55  | Milwaukee Hawks                    | 69  | 24,4 | 40,7 | 71,3 | 9,9  | 1,2 | 11,9 |
| 1955/56  | St. Louis Hawks                    | 72  | 27,4 | 43,0 | 71,3 | 10,8 | 1,8 | 13,6 |
| 1956/57  | St. Louis Hawks                    | 72  | 23,2 | 43,9 | 68,4 | 8,9  | 1,1 | 10,3 |
| 1957/58  | St. Louis Hawks                    | 72  | 25,3 | 39,6 | 64,8 | 10,4 | 1,8 | 8,6  |
| 1958/59  | St. Louis Hawks                    | 72  | 23,8 | 38,6 | 75,5 | 9,1  | 1,4 | 6,0  |
| 1959/60  | St. Louis Hawks Minneapolis Lakers | 41  | 15,9 | 39,1 | 66,2 | 5,4  | 1,5 | 4,2  |
| Carrière | Carrière                           | 596 | 21,9 | 40,0 | 69,3 | 8,4  | 1,4 | 8,3  |

### Play-offs
| Seizoen  | Team               | WG | MPW  | 2P%  | FW%  | RPW | APW | PPW  |
| -------- | ------------------ | -- | ---- | ---- | ---- | --- | --- | ---- |
| 1951/52  | Fort Wayne Pistons | 2  | 17,5 | 72,7 | 60,0 | 5,0 | 1,5 | 9,5  |
| 1952/53  | Fort Wayne Pistons | 8  | 24,8 | 40,7 | 66,7 | 6,5 | 1,5 | 6,0  |
| 1955/56  | St. Louis Hawks    | 8  | 28,9 | 49,3 | 64,6 | 9,1 | 1,6 | 12,9 |
| 1956/57  | St. Louis Hawks    | 10 | 16,8 | 43,1 | 60,0 | 6,3 | 0,6 | 9,2  |
| 1957/58  | St. Louis Hawks    | 11 | 18,1 | 39,3 | 65,8 | 6,2 | 1,0 | 6,6  |
| 1958/59  | St. Louis Hawks    | 6  | 20,3 | 29,6 | 71,4 | 8,7 | 1,5 | 4,3  |
| 1959/60  | Minneapolis Lakers | 9  | 13,7 | 42,9 | 90,9 | 3,8 | 0,6 | 2,4  |
| Carrière | Carrière           | 54 | 19,9 | 43,5 | 65,9 | 6,5 | 1,1 | 7,1  |

9 Pettit ·
11 Coleman ·
12 Davis ·
13 Share ·
15 Wilfong ·
16 Hagan ·
17 Park ·
20 Macauley ·
21 McMahon ·
22 Martin ·
Coach Hannum